# Universitat Americana de Beirut
La Universitat Americana de Beirut (UAB) (anglès: American University of Beirut, AUB; àrab: الجامعة الأمريكية في بيروت, al-Jāmiʿa al-Amrīkiyya fī Bayrūt) és una universitat privada, secular i independent de Beirut, al Líban. És una de les universitats més prestigioses de l'Orient Mitjà, aconseguint l'any 2018 ser la de major reconeixement de la regió àrab, segon el QS World University Rankings.
El centre està governat per un Consell d'administració autònom i privat, i ofereix programes dirigir títols de grau, màsters, de MD i doctorats. Col·labora amb moltes universitats del món, notablement amb la Universitat de Colúmbia, l'Escola Universitària de Medicina i Ciències de la Salut George Washington, l'Escola de Mediciona de la Universitat Johns Hopkins i la Universitat de París. Des del 15 de gener de 2016, el president de la universitat és Fadlo R. Khuri.
La universitat té un pressupost operatiu de $423 milions amb una dotació d'aproximada de $605 milions. El campus es compon de 64 edificis, incloent el Centre Mèdic de la UAB (AUBMC, anteriorment conegut com a AUH – Hospital Universitari Americà) (420 llits), quatre biblioteques, tres museus i set dormitoris. Gairebé una cinquena part dels estudiants de la UAB provenen d'escoles de secundària o universitats de fora del Líban. Els llicenciats de la UAB es troben residint en 120 Estats d'arreu del món. La instrucció als centres docents es realitza en llengua anglesa. Els graus atorgats a la universitat són oficialment registrats al New York Board of Regents.

## Història

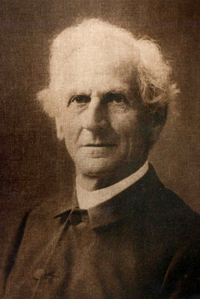
Daniel Bliss, col·laborà a fundar l'Institut Protestant Sirià (actual UAB)

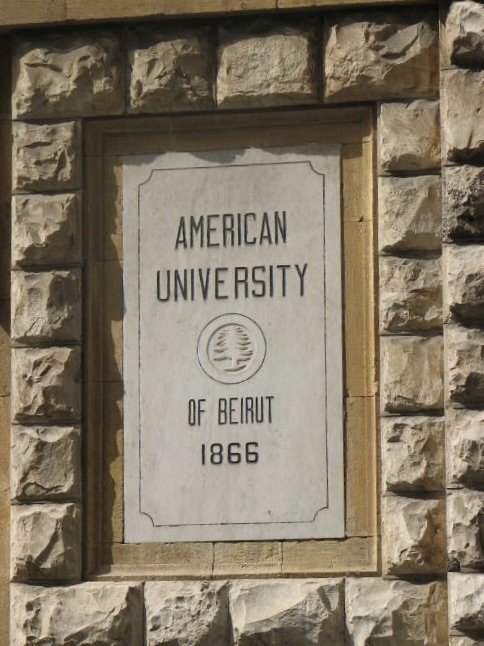
Porta principal

El 23 de gener de 1862, WM Thomson proposà a una reunió de L'American Board of Commissioners for Foreign Missions que s'hauria d'establir un centre d'educació superior a Beirut, amb formació mèdica inclosa i Daniel Bliss com a rector. El 24 d'abril de 1863, mentre Daniel Bliss cercava diners per a la nova universitat als Estats Units i Anglaterra, l'estat de Nova York li concedí una carta per a l'Institut Protestant Sirià. L'institut, el qual fou rebatejat com a Universitat Americana de Beirut l'any 1920, obrí amb una classe de 16 estudiants el 3 de desembre de 1866. Daniel Bliss fou el seu primer president, des de 1866 fins a 1902.
Durant molts anys l'alumnat tingué un gran i significatiu impacte a la regió i al món. Per exemple, 19 dels seus alumnes foren delegats a la signatura de la Carta de les Nacions Unides de 1945, més de qualsevol altra universitat del món. Llicenciats de la UAB continuen servint en posicions de lideratge com a presidents, primers ministres, diputats, ambaixadors, governadors de bancs centrals, rectors, degans, dirigint acadèmics, empresaris, científics, enginyers, doctors, mestres i infermeres. Treballen en governs, el sector privat i en organitzacions no governamentals.
Durant la Guerra Civil libanesa (1975-1990), la UAB perseguí conservar, per tots els mitjans, la continuïtat dels estudis, incloent acords de col·laboració amb universitats dels Estats Units. El 18 de gener de 1984, el rector de la UAB Malcolm H. Kerr fou assassinat.
El 21 de març de 2008, el Consell d'administració seleccionà a Peter Dorman per a ser el 15è rector de la universitat. Entre 1998 i 2008 també tingué èxit com a rector John Waterbury. Dorman fou un acadèmic internacional en el camp de l'Egiptologia i anteriorment presidí el departament de Llengües i Civilitzacions del Pròxim Orient de la Universitat de Chicago.
El 19 de març de 2015, el Consell d'administració aprovà formalment el nomenament de Fadlo R. Khuri com a pròxim rector. Inicià oficialment el seu mandat com a 16è rector de la UAB el 25 de gener de 2016.
A mes de juny de 2011, el nombre total de graus i diplomes atorgats sumà un total de 82.032.

## Campus
El campus de la UAB té una grandària de 250.000 m² (61 acres) i està situat en un turó encarat a la mar Mediterrània en un costat i el carrer Bliss en l'altre. El campus de la UAB, situat al barri de Ras Beirut, consisteix en 64 edificis, 7 dormitoris i diverses biblioteques. A més a més, la universitat també alberga el Centre d'Estudiants Charles W. Hostler, un Museu Arqueològic, així com el famós Museu d'Història Natural. Els estudiants també es beneficien d'una gamma d'infraestructures d'oci i investigació, com la granja de recerca i el complex educatiu de quasi 1 km.² (247 acres), gestionada pel Centre de Recerca Avançat Habilitador de Comunitats (AREC) de la Facultat de Ciències Agrícoles i Alimentàries, a la vall de la Bekaa.

## Facultats
- FAFS: Facultat de Ciències Agrícoles i Alimentàries[11]
- FAS: Facultat d'Arts i Ciències
- MSFEA: Facultat d'Enginyeria i Arquitectura Maroun Semaan
- FHS: Facultat de Ciències de la Salut
- FM: Facultat de Medicina, la qual inclou l'Escola d'Infermeria Rafic Hariri (HSON)[12]
- OSB: Escola de Negocis Suliman S. Olayan

## Estudiantat
A la tardor de 2017, 9.102 estudiants es matricularen a la UAB: 7.180 universitaris i 1.922 estudiants de postgrau.